# Jorma Ollila
Jorma Ollila (né à Seinäjoki en Finlande le 15 août 1950) est l'ex président directeur général de Nokia, groupe au bord de la faillite à son accession aux responsabilités en 1992 et dont il a quitté la direction le 1er juin 2006 en l'ayant transformée en la plus grande entreprise finlandaise et le numéro 1 mondial des téléphones portables avec une part de marché mondiale d'environ 36 %.

## Biographie
Il commence ses études secondaires au lycée de Vaasa et il les termine à l'Atlantic College au Pays de Galles, grâce à une bourse de la fondation culturelle finlandaise.
En 1976, il obtient un Master en sciences politiques  de l'université d'Helsinki avec une majeure en Sciences économiques.
En 1978, il obtient un Master of Science de la London School of Economics..
En 1981, il reçoit son diplôme d'ingénieur de l'université technologique d'Helsinki avec une spécialité en génie physique.

## Carrière
De 1992 à 2006 il est directeur de 1992 à 2006 il est directeur de Nokia Corporation puis de 1999 à 2012, il est président de Nokia Corporation.
Depuis 1996 il est directeur des éditions Otava et depuis 1997 de UPM-Kymmene.
De juin 2006 à mai 2015, il est président de Royal Dutch Shell.
De 2013 à 2018, Jorma Ollila est président de Outokumpu.
Il a été membre du comité directeur du groupe Bilderberg,.
Il est président du Forum finlandais sur les entreprises et les politiques économiques.

## Récompenses et distinctions
- Commandeur grand-croix de l'ordre du Lion de Finlande (2005)
- Citoyen d’honneur de Beijing (2002),
- Grand-croix de l'ordre du Mérite de la république de Pologne (1999)
- Croix de commandeur de l'Ordre du Mérite de la République fédérale d'Allemagne (1997)
- Commandeur de 1re classe de l'Ordre de la Rose blanche de Finlande (1996)
- croix du Mérite de l'Ordre du Mérite de la République de Hongrie (1996)
- Commandeur de l'Ordre d'Orange-Nassau (1995)
- Ordre de l'Étoile blanche d'Estonie de 3e classe (1995)